# مانوئل پطروسیان (شطرنج‌باز)
مانوئل پتروسیان (ارمنی: Մանուէլ Պետրոսյան؛ زادهٔ ۶ مهٔ ۱۹۹۸ در استپاناکرت) شطرنج‌باز اهل ارمنستان است که در سال ۲۰۱۷ عنوان استادبزرگ توسط فیده به وی اعطا گردید. وی در سال ۲۰۱۶ در مسابقات قهرمانی شطرنج جوانان (زیر ۱۸سال) جهان به مقام نخست و در سال ۲۰۱۷ در مسابقات شطرنج قهرمانی جوانان جهان به مقام دوم  رسید.
| به‌دلیل برخی مشکلات فنی، نمودارها موقتاً قابل مشاهده نیستند. اطلاعات بیشتر پیرامون این مشکل در فابریکاتور و وبگاه مدیاویکی در دسترس است. | |
| | به‌دلیل برخی مشکلات فنی، نمودارها موقتاً قابل مشاهده نیستند. اطلاعات بیشتر پیرامون این مشکل در فابریکاتور و وبگاه مدیاویکی در دسترس است. |